# Адамс, Валери
Дама Валери Касанита Адамс (англ. Valerie Kasanita Adams, в замужестве — Вили (англ. Vili), род. 6 октября 1984 года в Роторуа, Новая Зеландия) — новозеландская толкательница ядра, двукратная олимпийская чемпионка и 8-кратная чемпионка мира (4 раза на открытом воздухе и 4 раза в помещении). Дама-компаньон ордена Заслуг Новой Зеландии (DNZM).
Обладательница рекорда чемпионатов мира, Новой Зеландии, Океании и стран Содружества в толкании ядра — 21 м 24 см (29 августа 2011, Тэгу).

## Биография

### Личная жизнь
Мать Валери — тонганка Лилика Нгауамо (умерла, когда Валери было 15 лет), а отец — англичанин Сидни «Сид» Адамс, который обосновался в Новой Зеландии после службы в ВМФ Великобритании. Всего у Сида 18 детей от пяти разных женщин. Один из младших братьев Валери — баскетболист Стивен Адамс. Младшая сестра Валери — Лиза Адамс (род. 1990), которая выиграла золото в толкании ядра F37 на Паралимпийских играх 2020 года. Валери является тренером своей сестры.
В 2004—2010 годах Валери была замужем за метателем диска Бертраном Вили из французской Новой Каледонии. Во время замужества выступала под фамилией Вили.
Со 2 апреля 2016 года замужем за Гэбриелом Прайсом, с которым была знакома с детства. У супругов двое детей — дочь Кимоана Джозефин Адамс-Прайс (род. 11 октября 2017) и сын Кепалели Тава Сидни Адамс-Прайс (род. в марте 2019).
Принадлежит к последователям движения святых последних дней.
В 2017 году была произведена в дамы-компаньоны ордена Заслуг Новой Зеландии, что позволяет Адамс носить титул дамы.

### Спортивная карьера
Тренером Валери с 1998 года являлся бывший новозеландский метатель копья Кирстен Хельер (англ. Kirsten Hellier), серебряный призёр Игр Содружества 1994 года и участник Олимпиады-1992 в Барселоне. В конце марта 2010 года Валери заявила, что прекращает сотрудничество с Хельером.

### 2000-е годы
В 2001 году в возрасте 16 лет Валери победила на юношеском чемпионате мира в Дебрецене с результатом 16 м 87 см. На следующий год Валери стала чемпионкой мира среди юниоров с результатом 17 м 73 см, а также выиграла серебро на Играх Содружества в Манчестере с результатом 17 м 45 см.
На взрослом чемпионате мира 2003 года в Париже 18-летняя Валери заняла пятое место. На Олимпийских играх 2004 года в Афинах заняла восьмое место, восстанавливаясь после травмы (18 м 56 см).
В 2005 году на чемпионате мира в Хельсинки Валери выиграла бронзу, толкнув ядро на 19 м 87 см (личный рекорд). Спустя несколько лет чемпионка Надежда Остапчук была дисквалифицирована и к Вили перешло серебро. На следующий год новозеландка стала победительницей Игр Содружества в Мельбурне, установив новый рекорд соревнований — 19 м 66 см.
В 2007 году на чемпионате мира в Осаке Валери считалась одной из главных фавориток. После квалификации она лидировала с результатом 19,45 м, однако в финале долгое время шла второй после белоруски Надежды Остапчук, показавшей результат 20 м 48 см. Лишь в последней попытке Вили сумела вырвать победу, толкнув ядро на 6 см дальше (20 м 54 см) и установив новый рекорд Содружества. Кроме того, Вили стала одной из немногих легкоатлеток, побеждавших на чемпионатах мира на юношеском, юниорском и взрослом уровнях.
В марте 2008 года в Валенсии Валери впервые выиграла чемпионат мира в помещении (20 м 16 см).
На Олимпийских играх 2008 года в Пекине Вили выиграла квалификацию (19 м 73 см), а затем в финале показала блестящую серию из 5 подряд результатов за 20 метров: 20,56 — 20,40 — 20,26 — 20,01 — 20,52. Из всех других спортсменок только белоруска Наталья Михневич смогла толкнуть ядро за 20 м — 20,28 и 20,12. Таким образом, Валери показала сразу 3 лучших результата финала. Попытка на 20 м 56 см стала новым личным рекордом Вили. Золото Вили стало первым для Новой Зеландии на Олимпийских играх в лёгкой атлетике с 1976 года.
По итогам 2008 года Валери была признана лучшей спортсменкой Новой Зеландии.
В 2009 году в Берлине Вили во второй раз подряд выиграла летний чемпионат мира с результатом 20 м 44 см.

### 2010-е годы
В марте 2010 года в Дохе на чемпионате мира в помещении впервые за 4 года Вили не сумела выиграть крупнейший старт: показав 20 м 49 см (новый рекорд Океании в помещении), Валери на 36 см отстала от белоруски Надежды Остапчук, установившей новый рекорд чемпионатов мира в помещении. Позднее Остапчук была дисквалифицирована, и золото перешло к Валери. В октябре 2010 года выиграла золото на Играх Содружества в Дели с новым рекордом соревнований — 20,47 м (более 140 см отрыва от второго места).

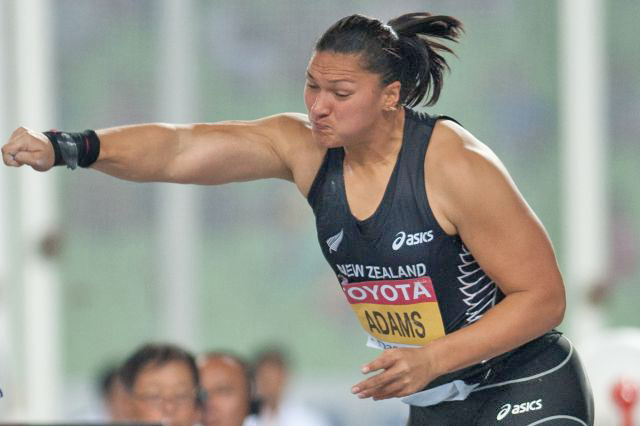
Валери Адамс на чемпионате мира 2011 года в Тэгу

В августе 2011 года стала чемпионкой мира с результатом 21 м 24 см, обновив личный рекорд и установив рекорд чемпионатов мира. Ставшая второй Остапчук проиграла новозеландке более метра. Кроме того, результат 21 м 24 см стал лучшим в женском толкании ядра на открытом воздухе в XXI веке: последний раз дальше этой отметки толкала ядро Лариса Пелешенко в 2000 году.

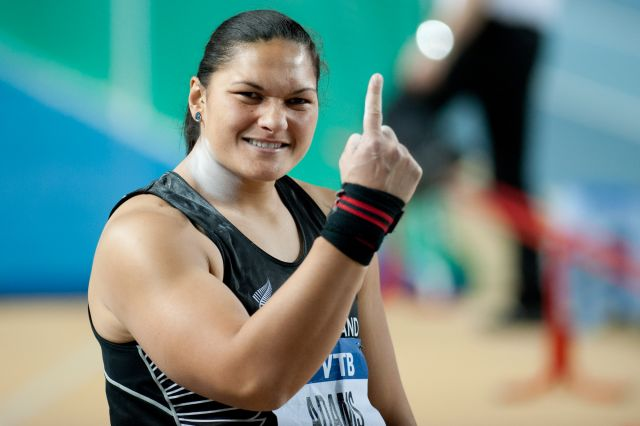
Адамс на чемпионате мира 2012 года в помещении

В марте 2012 года победила на чемпионате мира в помещении в Стамбуле, установив очередной рекорд Океании в помещении — 20 м 54 см.
6 августа 2012 года на Олимпийских играх в Лондоне заняла второе место, уступив Остапчук. В финале Адамс смогла толкнуть лишь на 20,70 м, тогда как Остапчук 4 раза толкала ядро за 21 метр: 21,31 — 21,36 — 21,15 — 21,32. Три из четырёх этих результатов превышают личный рекорд Адамс. 13 августа 2012 года на сайте МОК появилась информация, что Остапчук не прошла допинг-тест и будет лишена золотой награды. Таким образом, Вили стала двукратной олимпийской чемпионкой.
В августе 2013 года на чемпионате мира в Москве с результатом 20,88 м выиграла свой 4-й подряд титул чемпионки мира. Ставшая второй немка Кристина Шваниц проиграла Адамс 47 см, несмотря на установленный личный рекорд (20,41 м). Адамс стала первой в истории 4-кратной чемпионкой мира в толкании ядра на открытом воздухе.
Сезон 2013 года завершила победой в общем зачёте Бриллиантовой лиги.

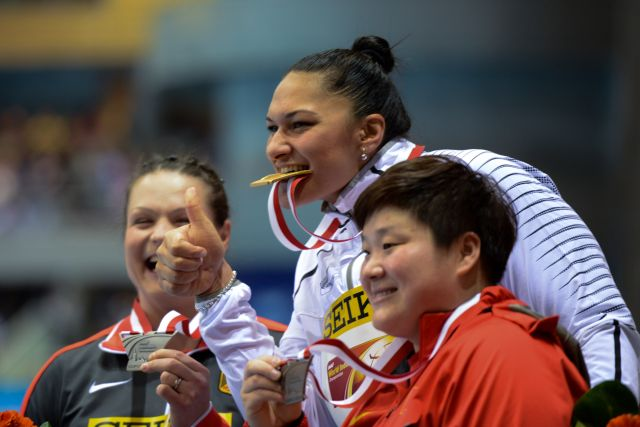
Валери (в центре) после победы на чемпионате мира в помещении 2014 года в Сопоте

Летом 2014 года третий раз в карьере победила на Играх Содружества в Глазго с результатом 19,88 м (обладательница серебра проиграла Валери более метра).
В сентябре 2014 года перенесла операцию на локте и плече, полноценное восстановление от которой заняло около года. В результате Адамс была вынуждена пропустить чемпионат мира 2015 года в Пекине. Накануне чемпионата на одном из соревнований она прервала свою серию из 57 выигранных стартов подряд. В отсутствие Адамс чемпионкой мира стала Кристина Шваниц.
В марте 2016 года Адамс выступила на чемпионате мира в помещении в Портленде. Новозеландка, набирающая форму после травмы, показала результат 19,25 м и заняла третье место после американки Мишель Картер (20,21 м) и венгерки Аниты Мартон, установившей национальный рекорд (19,33 м). Адамс выиграла медаль на пятом чемпионате мира в помещении подряд.

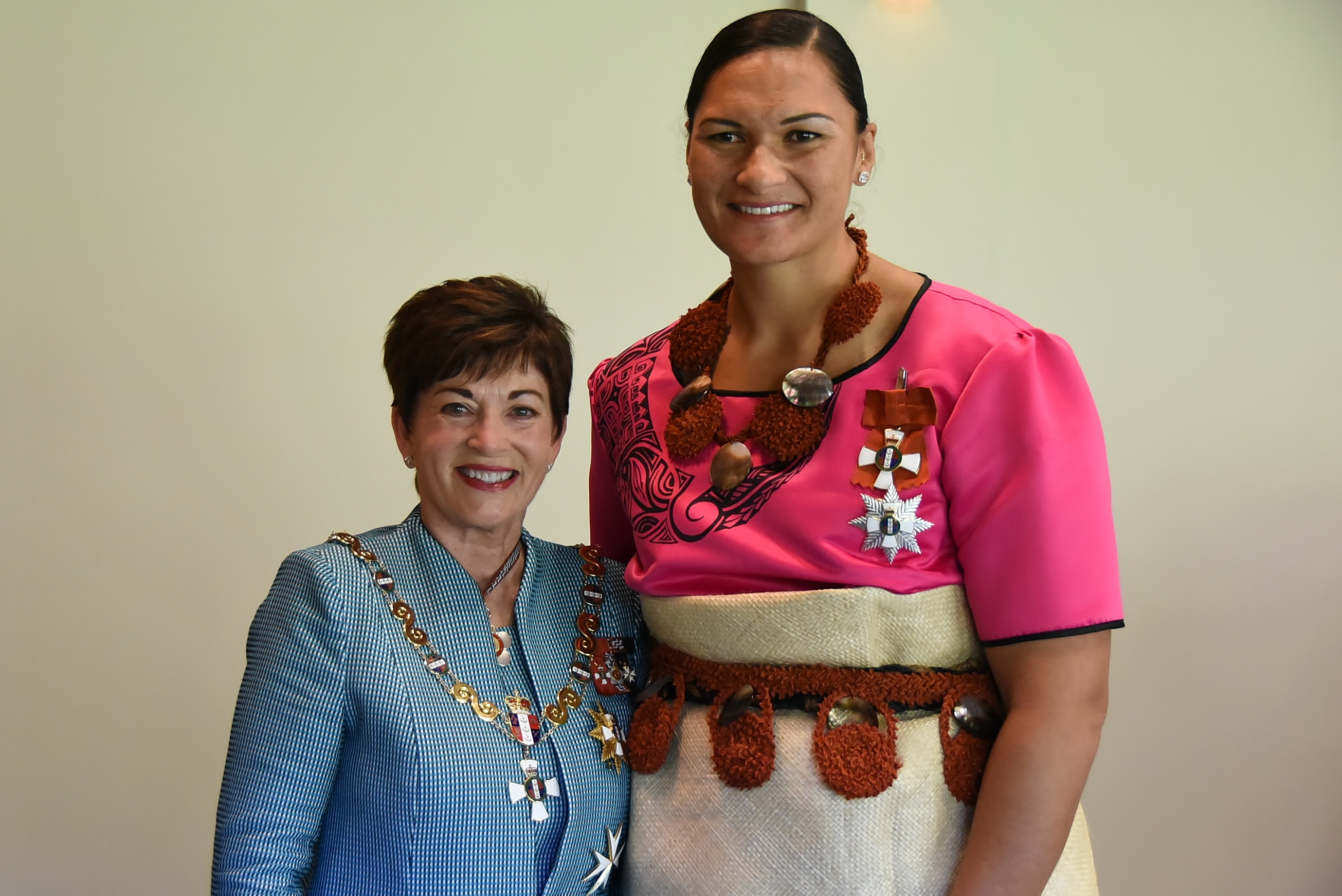
Валери Адамс и генерал-губернатор Новой Зеландии Пэтси Редди, после того как Адамс стала дамой-компаньоном ордена Заслуг Новой Зеландии (апрель 2017 года)

К Олимпийским играм 2016 года в Рио-де-Жанейро Валери набрала форму и считалась основной фавориткой в толкании ядра. В квалификации Адамс уже в первой попытке уверенно выполнила норматив для выхода в финал (18,40 м), толкнув ядро на 19,74 м, это так и осталось лучшим результатом в квалификации. В финале новозеландка захватила лидерство с первой попытки (19,79 м), во второй ещё сильнее упрочила его (20,42 м). Перед последней попыткой на втором месте шла Мишель Картер (19,87 м). В последней попытке Картер неожиданно сумела толкнуть на 20,63 м, установив рекорд США и показав лучший результат сезона в мире. Адамс в последней попытке также показала высокий результат (20,39 м), но этого было недостаточно для золота, и новозеландка осталась второй. Картер же стала первой в истории американкой, выигравшей олимпийское золото в женском толкании ядра.
Адамс пропустила чемпионат мира 2017 года и чемпионат мира в помещении 2018 года. В октябре 2017 года родила дочь.
В 2018 году в Голд-Косте завоевала свою пятую награду на пятых подряд Играх Содружества. Валери стала второй с результатом 18,70 м, уступив Данниэль Томас-Додд с Ямайки.
На чемпионате мира 2019 года в Дохе Адамс не выступала (за полгода до турнира она родила второго ребёнка).

### 2020-е годы
На Олимпийских играх в Токио, прошедших летом 2021 года, 36-летняя Адамс показала в финале третий результат (19,62 м), золото с личным рекордом выиграла китаянка Гун Лицзяо (20,58 м).
1 марта 2022 года Валери Адамс объявила о завершении своей спортивной карьеры. При этом она продолжит тренировать свою младшую сестру Лизу.